# Granați (grupă de minerale)

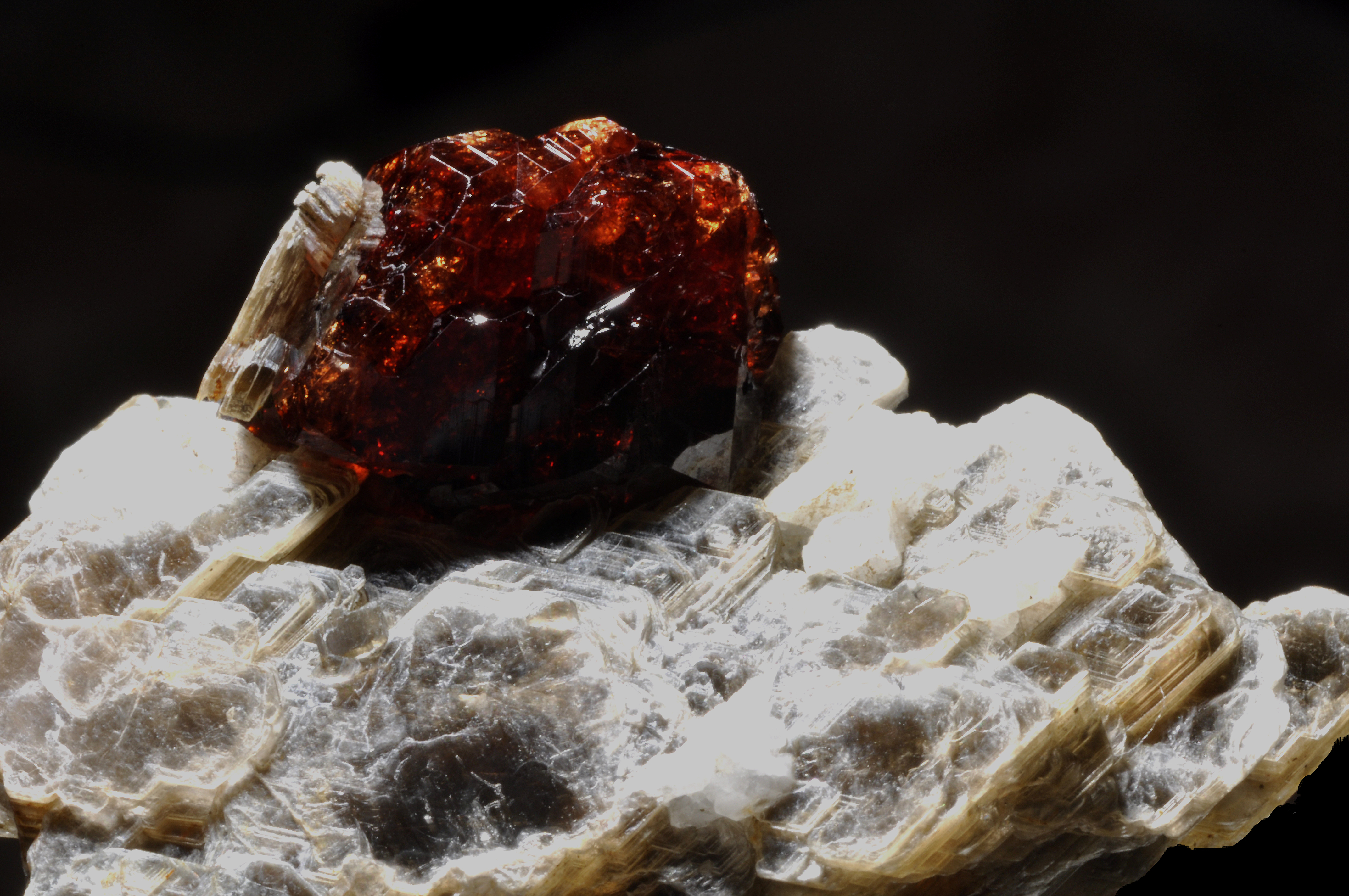
Cristale de almandin pe o matrice de mică

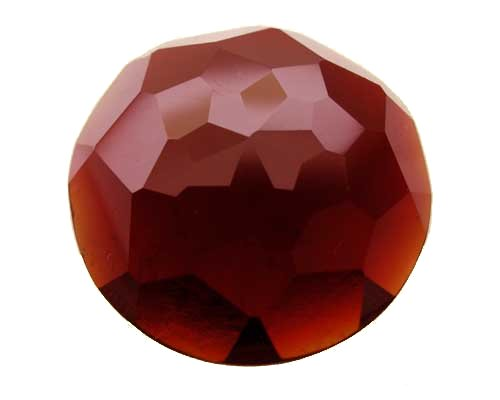
Granat șlefuit

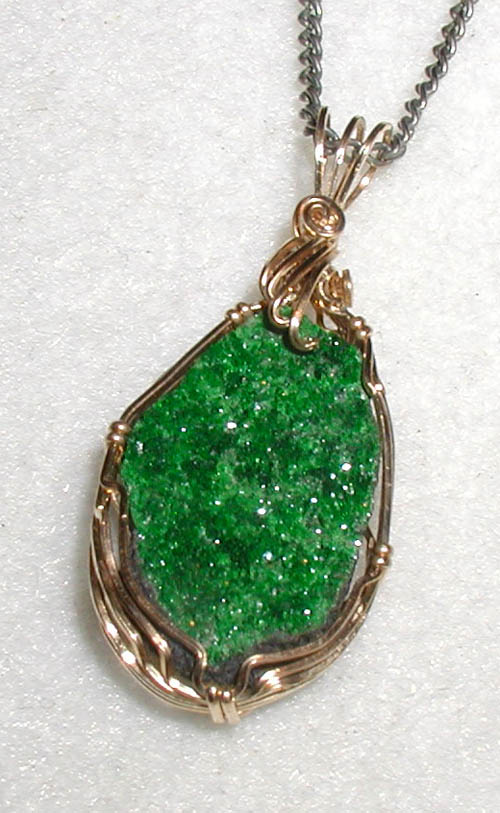
Uvarovit, o varietate rară de Granat - lungime cca. 2 cm

Grupa granaților este o grupă de silicați cu grupări tetraedrice izolate de SiO4 (nezosilicați) și formula generală X3Y2(SiO4), în care X poate fi: Ca, Mg, Fe sau Mn, iar Y poate fi: Al, Fe, Cr sau Ti.

## Caracteristici
Granații cristalizează în sistem cubic, prezentând forme de dodecaedru sau trapezoedru. Culoarea granaților este în funcție de chimism și ușurează deosebirea lor: roșu (almandin-Fe, Al), roz (pirop-Mg, Al), roșu brun (spessartin-Mn, Al), galben-brun (grossular-Ca, Al), verde (andradit-Ca, Fe), verde-smaragd (uwarovit-Ca, Cr). În natură se formează prin metamorfism regional de grad înalt și prin metamorfism de contact termic și metasomatic; în rocile magmatice apar mai rar; se pot concentra în aluviuni.

## Subgrupe
Grupa granaților se împarte în mai multe subgrupe:
- Piralspite, include granații calcici;
- Ugrandite, include granații aluminoși.

Cele mai importante minerale care fac parte din grupa granaților sunt:
- Almandin - Fe3Al2Si3O12
- Andradit - Ca3Fe2Si3O12
  - Demantoid
  - Melanit
- Granat
- Grossular - Ca3Al2Si3O12
  - Hessonit
  - Tsavorit
- Pirop - Mg3Al2Si3O12
- Spessartin - Mn3Al2Si3O12
- Uvarovit - Ca3Cr2Si3O12

## Răspândire și utilizare
În România se găsesc în șisturile cristaline și în rocile de contact din Carpați și Dobrogea. Se utilizează  ca materiale abrazive și ca pietre semiprețioase.